# Blaufelden
Blaufelden település Németországban, azon belül Baden-Württembergben. Lakosainak száma 5441 fő (2023. december 31.). Blaufelden Mulfingen, Schrozberg, Langenburg, Gerabronn, Rot am See és Rothenburg ob der Tauber községekkel határos.

## Népesség
| Lakosok száma | 5022 | 5095 | 4738 | 4434 | 4493 | 5063 | 5283 | 5360 | 5175 | 5441 |
|               | 1961 | 1967 | 1974 | 1980 | 1987 | 1993 | 2000 | 2006 | 2013 | 2023 |